# Солониченко, Алим Александрович
Солониченко Алим Александрович (18 июня 1966, Кривой Рог, Днепропетровская область — 27 марта 1985, Афганистан) — советский военнослужащий, рядовой, разведчик-санитар отряда спецназа.

## Биография
Родился 18 июня 1966 года в городе Кривой Рог в рабочей семье, украинец. Отец, Солониченко Александр Андреевич — слесарь на Северном горно-обогатительном комбинате.
В 1983 году окончил среднюю школу № 40 в Кривом Роге.
С 27 сентября 1983 по 9 апреля 1984 года работал слесарем теплосилового цеха на СевГОКе.
23 июня 1984 года Терновским районным военным комиссариатом Кривого Рога призван рядовым на службу в Вооружённые силы СССР. С 11 сентября 1984 года в Афганистане, в составе 668-го отдельного отряда спецназа (в/ч пп № 44653). Прошёл спецподготовку по уставу НДС. Неоднократно принимал участие в боевых действиях в провинции Логар. Проявил себя смелым и подготовленным воином.
В бою 24 марта 1985 года действовал решительно и умело. Заняв позицию на пути отхода противника в горы, огнём из автомата и гранатомёта вывел из строя нескольких мятежников. Был тяжело ранен, но продолжал вести непрерывный огонь до подхода подкрепления.
Умер 27 марта 1985 года в госпитале от полученных ран.
Похоронен в Кривом Роге на кладбище района Весёлые Терны (участок 2, ряд 1, могила 14).

## Память
- Именем названа улица в Кривом Роге[5];
- Имя на памятнике воинам-интернационалистам Днепропетровщины, погибшим в Афганистане (Днепр)[6];
- Имя на памятнике воинам-интернационалистам на Дзержинке (Кривой Рог);
- Имя на памятнике воинам-интернационалистам в Юбилейном парке (Кривой Рог);
- Имя на памятном знаке в честь воинов-интернационалистов терновчан, погибших в Афганистане, установленном в октябре 2011 года на улице Малиновского в Кривом Роге[7][8].

## Награды
- Орден Красной Звезды (посмертно) — за мужество, самоотверженность и стойкость;
- Медаль «Воину-интернационалисту от благодарного афганского народа»;
- Нагрудный знак «Воину-интернационалисту».